# Santiago Cirugeda Parejo
Santiago Cirugeda Parejo (Sevilla, 1971) es un arquitecte i activista espanyol, que es caracteritza per practicar i concebre l'arquitectura des d'una perspectiva alternativa i d'insubmissió social.

## Biografia
Santiago Cirugeda és un arquitecte sevillà nascut el 1971 que ha desenvolupat projectes arquitectònics, escrit articles i participat en diferents debats, taules rodones, congressos o biennals d'arquitectura.
Es va titular com arquitecte a la Universitat Internacional de Catalunya (ESARQ) a Barcelona. En l'àmbit de la realitat urbana aborda temes com l'arquitectura efímera, el reciclatge, les estratègies d'ocupació i intervenció urbana, la incorporació de pròtesi a edificis construïts o la participació ciutadana en els processos de presa de decisió sobre assumptes urbanístics.
Es defineix com a arquitecte social, aprofita els buits legals per a benefici de la comunitat. En intervencions que investiguen els marcs legals que ordenen la ciutat, desenvolupant protocols per a ser usats per col·lectius o ciutadans, tant per a millora de fragments urbans, com per al desenvolupament de projectes particulars que permetin solucionar un habitatge. En concret, moltes de les "receptes urbanes" (www.recetasurbanas.net) que proposa com a "subversives" i "revolucionàries" passen per aprofitar les normatives que permeten la instal·lació provisional d'elements com cups i mobiliari en l'espai públic que no ha estat equipat per l'administració, i bastides i construccions en terrats per crear extensions d'habitatges per buscar solucions habitacionals en espais residuals pactats amb els veïns.
El treball realitzat amb nombrosos col·lectius que treballen en àmbits urbans (hackers, urbanistes, activistes, arquitectes, etc.), ha produït la creació d'una xarxa anomenada "Arquitectures Col·lectives", que fa servir com a eines de treball i informarció, tant les trobades presencials com les plataformes digitals (aixíː www.arquitecturascolectivas.net o www.colectivosenlared.org).
En reconeixement de la seva tasca que demostra que l'arquitectura és una disciplina que es pot exercir amb compromís humà, i per desenvolupar projectes urbanístics alternatius que milloren les condicions socials i promouen la participació ciutadana, el 2016 se li atorga un "Premi Ones".